# نينوفر حريري
نينوفر حريري (الاسم العلمي:Nuphar bombycina) هو نوع من النباتات يتبع جنس النينوفر من الفصيلة النيلوفرية.